# Karen Sheperd
Karen Lee Sheperd (* 12. November 1961 in Greeley, Colorado) ist eine US-amerikanische Schauspielerin, Stuntfrau und Kampfkünstlerin.

## Leben
Karen Sheperd war in ihrer Jugendzeit Turnerin. Sie war von 1979 bis 1980 ungeschlagene Karate-Weltmeisterin in Formen und Waffen. Sie gilt als erste Frau, die als Black Belt Forms Champion ausgezeichnet wurde. Sie hält den schwarzen Gürtel des 7. Grades in der Kampfkunst von Wun Hop Kuen Do, Kung Fu. Sie ist außerdem die erste Frau, die den Titel des Grand Champion bei der prestigeträchtigen US Open Karate Championship gewann. Aufgrund ihrer Kampfkunst-Kenntnisse erhielt Sheperd sie Stuntrollen in Fernsehserien wie Buffy – Im Bann der Dämonen, Angel – Jäger der Finsternis und Walker, Texas Ranger, wo sie an vielen Kampfszenen mitwirkte.

## Filmografie

### Schauspiel
- 1981: The Shinobi Ninja
- 1982: Mädchen hinter Gittern (The Concrete Jungle)
- 1985: Sword of Heaven
- 1986: America 3000
- 1986: Tage des Terrors (Zhi fa xian feng)
- 1991: Kickboxer Cop (Blood Chase)
- 1992: Martial Law III – Tödliches Komplott (Mission of Justice)
- 1993: Thunderclap
- 1993: Cyborg 2
- 1994: Operation Golden Phoenix
- 1996: For Life or Death
- 1996: Hercules (Fernsehserie, 2 Episoden)
- 1997: Firestorm
- 1998: Hard Proof
- 1998: Ein neuer Tag im Paradies (Another Day in Paradise)
- 1998: Diagnose: Mord (Diagnosis Murder) (Fernsehserie, Episode 6x09)
- 1999: V.I.P. – Die Bodyguards (Fernsehserie, Episode 2x08)
- 2000: The Privateers (Fernsehfilm)
- 2003: Midnight Expression (Kurzfilm)
- 2011: Criminal Minds (Fernsehserie, Episode 7x06)
- 2014: M.A.R.R.A

### Stunts
- 1989: Ninja Academy
- 1996: Sabrina – Total Verhext! (Sabrina, the Teenage Witch) (Fernsehfilm)
- 1998: Die Sportskanonen (BASEketball)
- 1998–2003: Buffy – Im Bann der Dämonen (Buffy the Vampire Slayer) (Fernsehserie, 11 Episoden)
- 1999: Mystery Men
- 1999: Angel – Jäger der Finsternis (Fernsehserie)
- 2000–2001: Walker, Texas Ranger (Fernsehserie, 21 Episoden)
- 2001: Jay und Silent Bob schlagen zurück (Jay and Silent Bob Strike Back)